# Liste der Monuments historiques in La Mézière
Die Liste der Monuments historiques in La Mézière führt die Monuments historiques in der französischen Gemeinde La Mézière auf.

## Liste der Objekte
| Bezeichnung | Beschreibung                              | Standort                                   | Kennzeichnung | Schutzstatus | Datum | Bild |
| ----------- | ----------------------------------------- | ------------------------------------------ | ------------- | ------------ | ----- | ---- |
| Schrank     | Tannen- und Nussbaumholz, bezeichnet 1656 | in Privatbesitz (5 rue des Acacias) (Lage) | PM35000860    | Classé       | 1996  |      |